# Pier Francesco Gianoli
Pier Francesco Gianoli (Campertogno, 30 marzo 1624 – Milano, 1692) è stato un pittore italiano.

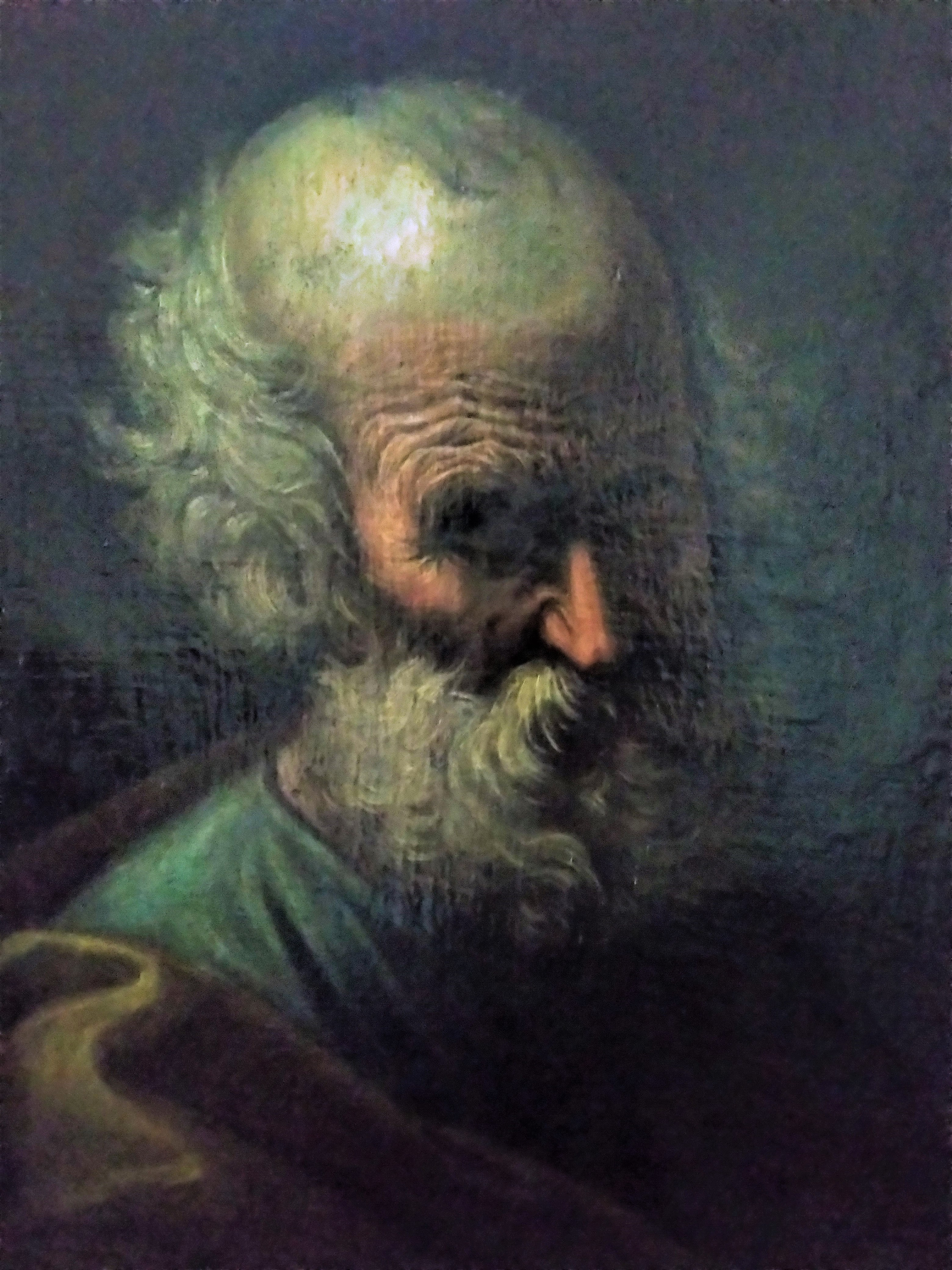
San Pietro - Pier Francesco Gianoli - Olio su tela - Collezione privata

Allievo a Milano di un pittore (Rosso o Rossi) della scuola di Giulio Cesare Procaccini si recò a Roma dove risulta tra i membri dell'Accademia di San Luca.
Fu attivo soprattutto in Valsesia e nel Novarese. 
Tra le prime opere un San Giacomo mette in fuga i Saraceni conservato presso la chiesa di San Giacomo a Campertogno.
Del 1654 è il ciclo di tele dedicate alle Storie di San Gaudenzio presso l'omonima collegiata a Varallo, in seguito dipinse il ciclo dei dodici Apostoli per la collegiata di Borgosesia del quale esiste una replica, non autografa, presso la chiesa di Santa Croce ad Aranco.
Nel 1656 risulta residente a Milano dove sposò Anna Commi, nel 1663 è nuovamente a Varallo dove lavora presso il Sacro Monte di Varallo nel 1665 occupandosi della cappella XXXII dove esegue un autoritratto ora custodito presso la Pinacoteca civica di Varallo.
Nel 1679 è di nuovo attivo nel cantiere del Sacro Monte dove firma gli affreschi della cappella XXIX, l'anno successivo affrescò la cappella della Addolorata al Sacro Monte di Orta.
Le ultima opere firmate sono tre tele del 1692 presso la chiesa di Santo Stefano a Piode e un San Marco in gloria del 1693 nella chiesa di San Marco a Varallo.
Una discreta raccolta della produzione grafica e dei disegni preparatori di Gianoli, dai quali si evince il legame con lo stile di Tanzio da Varallo, è custodita presso la Pinacoteca civica di Varallo.

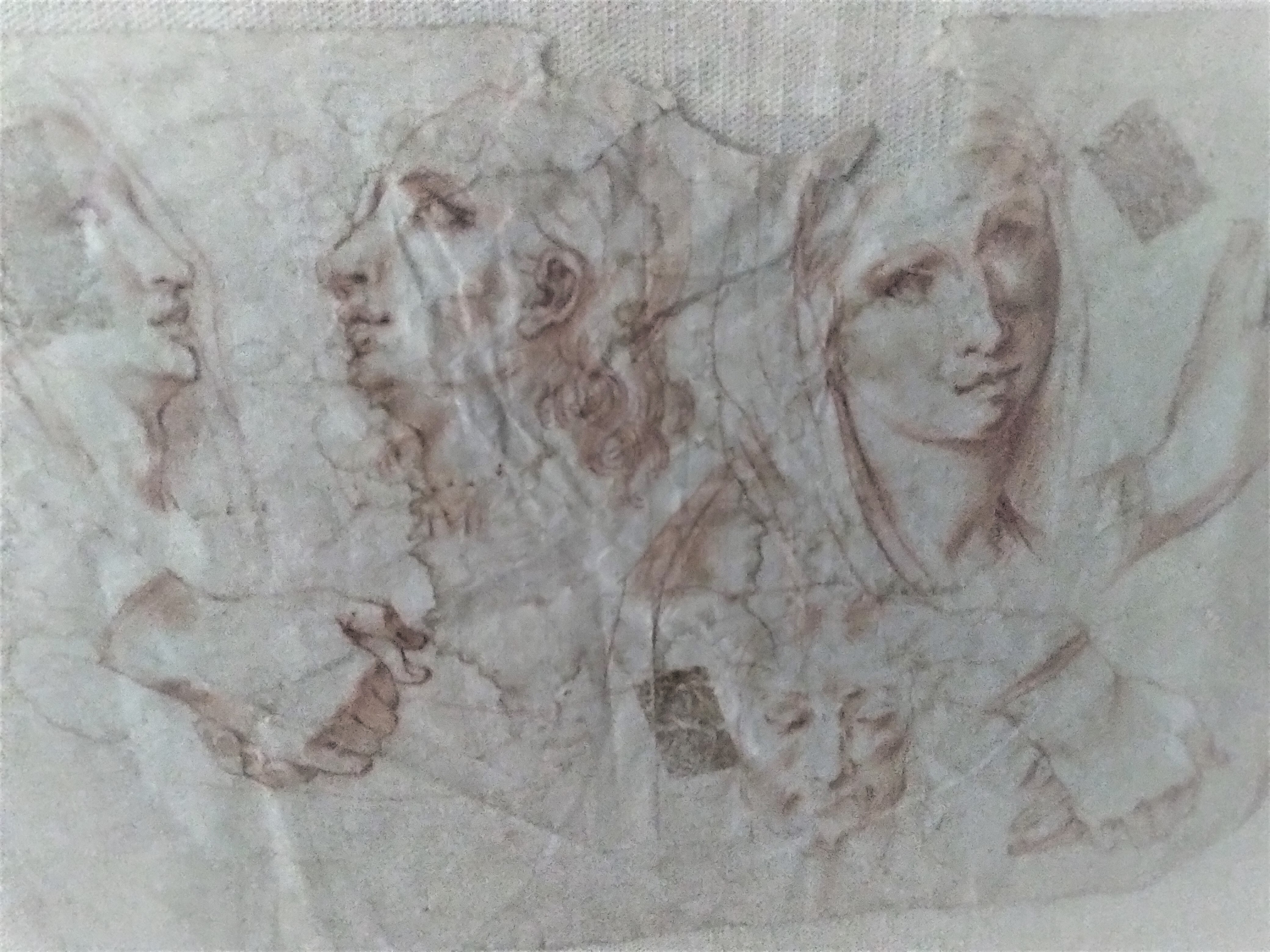
Pier Francesco Gianoli - Studio - Collezione privata

Morì a Milano presumibilmente nel 1692.

## Opere
- Storie di San Gaudenzio, 1645 ca., 6 teleri 160x200 olio su tela, Chiesa di San Gaudenzio, Varallo
- San Giovanni Evangelista e Angelo custode, 1650-1655, 120x165 cad. olio su tela, chiesa dei Santi Giovanni Battista e Giuseppe, Mollio
- San Giovanni mette in fuga i saraceni, 1650-1655, 160x220 olio su tela, Chiesa di San Giacomo Maggiore, Campertogno
- Teleri dedicati alla Confraternita del Rosario, 4 teleri, 200x200, olio su tela, Chiesa di Santa Maria di Loreto, Arona
- Sacra Famiglia, 1655, 190x245, olio su tela, chiesa di Santo Spirito, Maggiora
- La Madonna intercede presso Cristo, San Rocco e gli appestati, 1660 ca., 210x160, olio su tela, Chiesa di San Giacomo Maggiore, Campertogno
- La Madonna intercede presso Cristo, Santi Domenico e Francesco, 230x150, olio su tela, chiesa di San Rocco, Miasino
- Gesù, La Vergine e Dodici apostoli, 1660-1665, 140x110 cad., olio su tela, Chiesa dei Santi Pietro e Paolo, Borgosesia
- Gesù sale la scala del pretorio, 1665, affresco, cappella 32, Sacro Monte di Varallo
- Salita al Calvario, Crocifissione, Deposizione, 1665 ca., affreschi, Battistero, Novara
- I santi Sebastiano, Fabiano e Irene, 195x300, olio su tela, chiesa di Santo Spirito, Maggiora
- Presentazione di Gesù al tempio, 1670, 150x300, olio su tela, chiesa di San Gaudenzio, Varallo
- Presentazione di Gesù al tempio, 1670, 150x300, olio su tela, chiesa di Santa Caterina, Vanzone